# Capitaux de la SNCV dans la province de Luxembourg
Pour les services passagers voir Lignes de tramway de la SNCV dans la province de Luxembourg.
Capitaux de la Société nationale des chemins de fer vicinaux (SNCV) dans la province de Luxembourg.

## 49 (616) «Wellin - Grupont»
Longueur 13,8 km, ligne numérotée comme une ligne de l'ancien groupe du Luxembourg faisait partie du groupe de Wellin, lui-même inclus dans l'ancien groupe de Namur.
Plan du capital
Lignes (services voyageurs) l'utilisant
Mise en service :
| Date             | Section                                |
| ---------------- | -------------------------------------- |
| 1er février 1894 | Wellin Station vicinale - Grupont Gare |

Fermeture :
Type : F suppression du service fret ; V suppression du service voyageurs ; TT fermeture à tout-trafic et type de trafic F fret / V voyageurs restant au moment de la fermeture à tout trafic.
| Date            | Type      | Section                                               |
| --------------- | --------- | ----------------------------------------------------- |
| 31 août 1955    | V         | Wellin Station vicinale - Chanly Jonction cap. 49/112 |
| 31 août 1955    | TT (F, V) | Chanly Pont de Vienne - Grupont Gare,                 |
| 29 juillet 1957 | TT (F)    | Wellin Station vicinale - Chanly Jonction cap. 49/112 |

Ligne(s) ayant inaugurée(s) ou cloturée(s) la section
1. 1 2  Ligne 520.
2. ↑  Lignes 520 et 521B.
3. 1 2  (en) Wim Kusee, « Cap.49: Grupont - Wellin », sur kusee.nl

Dépôts et stations
Wellin.

## Liste
Lignes désignées par leur numéro administratif.
- Ligne 619 (SNCV) Vielsalm - Lierneux (tableau 499) (capital 114) : 15,3 km (1904-1959)
- Ligne 622 (SNCV) Etalle - Villers-devant-Orval (tableau 523) (capital 141) : 31,2 km (1908-1935)
- Ligne 625 (SNCV) Marbehan - Sainte-Cécile (tableau 558) (capital 163) : 30,4 km (1911-1940)

- Ligne 618 (SNCV) Marche - Amberloup - Martelange (tableau 516) (capital 94) : 81,4 km (1900-1960)
- Ligne 624 (SNCV) Martelange - Arlon (tableau 517) (capital 149) : 30,3 km (1910-1952)
- Ligne 615 (SNCV) Arlon - Ethe (tableau 502) (capital 45) : 22,1 km (1892-1937)
- Ligne 623 (SNCV) Amberloup - Freux - Libramont (tableau 503) (capital 143) : 20,3 km (1910-1959)
- Ligne 612 (SNCV) Freux - Poix (tableau 509) (capital 5) : 17,1 km (1886-1959)
- Ligne 617 (SNCV) Poix - Paliseul (tableau 510) (capital 93) : 28,2 km (1903-1959)
- Ligne 614 (SNCV) Paliseul - Bouillon (tableau 510) (capital 34) : 15,2 km (1890-1960)
- Ligne 621 (SNCV) Bouillon - Corbion - Pussemange (tableau 510) (capital 135) : 21,3 km (1907-1960)

- Ligne 611 (SNCV) Melreux - La Roche (tableau 500) (capital 4) : 19,3 km (1886-1959)
- Ligne 620 (SNCV) Melreux - Comblain-la-Tour (tableau 579) (capital 134) : 61,5 km (1908-1959*)

* L'exploitation de la section Erezée - Lamormenil longue de 11,2 km fut concédée en 1965 au Tramway touristique de l'Aisne et, une partie, exploitée à des fins touristiques.